# Ormosia rubella
Ormosia rubella là một loài ruồi trong họ Limoniidae. Chúng phân bố ở miền Tân bắc.